# Miguel Aiman
Miguel Aiman es un personaje ficticio de la serie Gundam Seed. Su voz es doblada por Takanori Nishikawa en la versión japonesa original, y por Tony Sampson en la versión en inglés.

## Gundam Seed
Miguel se une a ZAFT para conseguir dinero suficiente para pagar un doctor para su pequeño hermano que estaba enfermo; conocido como la "Bala mágica del atardecer" porque él normalmente piloteaba un GINN personalizado de color naranjo, al igual que el color del atardecer, y junto a la gran maniobrabilidad de su GINN personalizado, su estilo de combate se especializa en dar golpes mortales. Como un ace de ZAFT bajo el comando de Rau Le Creuset, Miguel muestra ser una persona terca y arrogante, y normalmente subestima a sus oponentes Naturales.
Miguel participa en la transferencia de la base asteroide Nova hacia las PLANT, aunque él pensó que no sería divertido. Sin embargo, él se enfrenta a Mu La Flaga durante un ataque sorpresa de las fuerzas terrestres. En enero del C.E. 71, la nave de clase Nazca, Vesalius, bajo el comando de Rau Le Creuset es enviada a investigar la misteriosa destrucción de algunas bases de provisionamiento de ZAFT. Mientras patrullaba, Miguel descubre el culpable detrás de los ataques: el mercenario Cola de Serpiente, Gai Murakumo. El GINN de Miguel es dañado en combate por el GINN Custom de Gai, forzándolo a usar un GINN normal para el ataque a Heliopolis el 25 de enero.
Durante el ataque a Heliopolis en Gundam Seed, Miguel intenta capturar el GAT-X105 Strike luego de haber oído por parte de Athrun Zala, que Rusty Mackenzie, el piloto de ZAFT que se suponía que lo tomaría, había sido asesinado, y que el Strike estaba siendo piloteado por un soldado de la Alianza Terrestre (Murrue Ramius). Sin embargo, Athrun olvida mencionar que su amigo de la infancia, Kira Yamato, está también en la cabina, y que Kira es un Coordinador al igual que ellos. Miguel le dice a Athrun que saque al GAT-X303 Aegis fuera de Heliopolis antes de que resulte dañado, y que él mismo tratará de conseguir el Strike. Murrue no es rival para Miguel, y viendo que sus amigos Sai Argyle, Kuzzey Buskirk, Miriallia Haw y Tolle Koeing están en peligro de muerte en la batalla, Kira toma el control del Strike y lucha, forzando finalmente a Miguel a retirarse de la batalla.
Pensando que un Natural estaba piloteando el Strike, Miguel es humillado por su derrota y piensa en cobrar venganza. Miguel finalmente es asesinado cuando Kira parte a él y su GINN por la mitad en el torso con el Schwert Gewehr del Strike; Miguel tiene la distinción de que es la primera persona asesinada en acción por Kira Yamato.

## Gundam Seed Destiny
A pesar de estar muerto, Miguel continúa presente en los pensamientos y oraciones de sus compañeros de equipo sobrevivientes. En la Fase-11 de Gundam Seed Destiny, Athrun Zala, Dearka Elsman e Yzak Joule son vistos caminando a través de un cementerio y dejando flores en las tumbas de Nicol Amarfi y Rusty Mackenzie así como en la de Miguel.
En el capítulo cover art de la Fase-4 del manga Gundam Seed Destiny: El filo (solo mostrado en revista donde las series están serializadas), los tres pilotos muertos se pueden ver saludando hacia el frente.

## Trivia
- En Super Robot Wars Judgement, Miguel sobrevive mucho más que en el actual anime Gundam Seed, uniéndose a la persecución del Strike recién en la misión 17, donde su GINN finalmente cae en una misión terrestre.